# Judo als Jocs Olímpics
El judo és un esport que forma part del programa olímpic des del Jocs Olímpics d'Estiu de 1964 realitzats a Tòquio (Japó). Després de no haver estat inclòs en el programa dels Jocs de 1968, des de la seva reparació l'any 1972 a Múnic (República Federal d'Alemanya) no ha deixat d'estar present al programa oficial. La categoria femenina entrà a formar part del programa oficial en els Jocs Olímpics d'Estiu de 1992 a Barcelona (Catalunya), havent-se realitzat una prova de demostració en els Jocs Olímpics d'Estiu de 1988 celebrats a Seül (Corea del Sud).
La gran dominadora de la competició és el Japó, bressol de l'esport, seguida de França i Corea del Sud.

## Format de la competició
Els judoques competeixen en diferents categories de pes. Les medalles d'or i plata s'atorguen basant-se en una competició per eliminació, mentre que es concedeixen dues medalles de bronze mitjançant els judoques repescats de les rondes anteriors.

## Evolució de les classes
En la competició de judo al llarg de la història dels Jocs Olímpics hi ha hagut entre 4 i 8 classes, organitzades totes elles a partir d'uns paràmetres de pes. Al llarg de la història han variat de nombre i de pes, situant-se actualment en 7 classes.

### Categoria masculina
| 1964                      | 1972-1976                | 1980-1984                | 1988-1992         | 1996-2020                 |
| ------------------------- | ------------------------ | ------------------------ | ----------------- | ------------------------- |
| Categoria Open            | Categoria Open           | Categoria Open           | inexistent        | inexistent                |
| Pes pesant +80 kg         | Pes pesant +93 kg        | Pes pesant +95 kg        | Pes pesant +95 kg | Pes pesant +100 kg        |
| Pes pesant +80 kg         | Pes pesant +93 kg        | Pes pesant +95 kg        | Pes pesant +95 kg | Pes semi pesant 90-100 kg |
| Pes pesant +80 kg         | Pes pesant +93 kg        | Pes semi pesant 86-95 kg |                   |                           |
| Pes pesant +80 kg         | Pes semi pesant 80-93 kg |                          |                   |                           |
| Pes pesant +80 kg         | Pes mitjà 81-90 kg       |                          |                   |                           |
| Pes pesant +80 kg         | Pes mitjà 78-86 kg       |                          |                   |                           |
| Pes pesant +80 kg         | Pes semi mitjà 73-81 kg  |                          |                   |                           |
| Pes mitjà 68-80 kg        | Pes mitjà 70-80 kg       |                          |                   |                           |
| Pes mitjà 68-80 kg        | Pes mitjà 70-80 kg       | Pes semi mitjà 71-78 kg  |                   |                           |
| Pes mitjà 68-80 kg        | Pes mitjà 70-80 kg       | Pes lleuger 66-73 kg     |                   |                           |
| Pes mitjà 68-80 kg        | Pes mitjà 70-80 kg       | Pes lleuger 65-71 kg     |                   |                           |
| Pes mitjà 68-80 kg        | Pes semi mitjà 63-70 kg  |                          |                   |                           |
| Pes lleuger -68 kg        |                          |                          |                   |                           |
| Pes semi lleuger 60-66 kg |                          |                          |                   |                           |
| Pes semi lleuger 60-65 kg |                          |                          |                   |                           |
| Pes lleuger -63 kg        |                          |                          |                   |                           |
| Pes extra lleuger -60 kg  |                          |                          |                   |                           |
| 4                         | 6                        | 8                        | 7                 | 7                         |

### Categoria femenina
| 1992-1996                 | 2000-2020                |
| ------------------------- | ------------------------ |
| Pes pesant +72 kg         | Pes pesant +78 kg        |
| Pes pesant +72 kg         | Pes semi pesant 70-78 kg |
| Pes semi pesant 66-72 kg  |                          |
| Pes mitjà 63-70 kg        |                          |
| Pes mitjà 61-66 kg        |                          |
| Pes semi mitjà 57-63 kg   |                          |
| Pes semi mitjà 56-61 kg   |                          |
| Pes lleuger 52-57 kg      |                          |
| Pes lleuger 52-56 kg      |                          |
| Pes semi lleuger 48-52 kg |                          |
| Pes extra lleuger -48 kg  |                          |
| 7                         | 7                        |

## Medaller

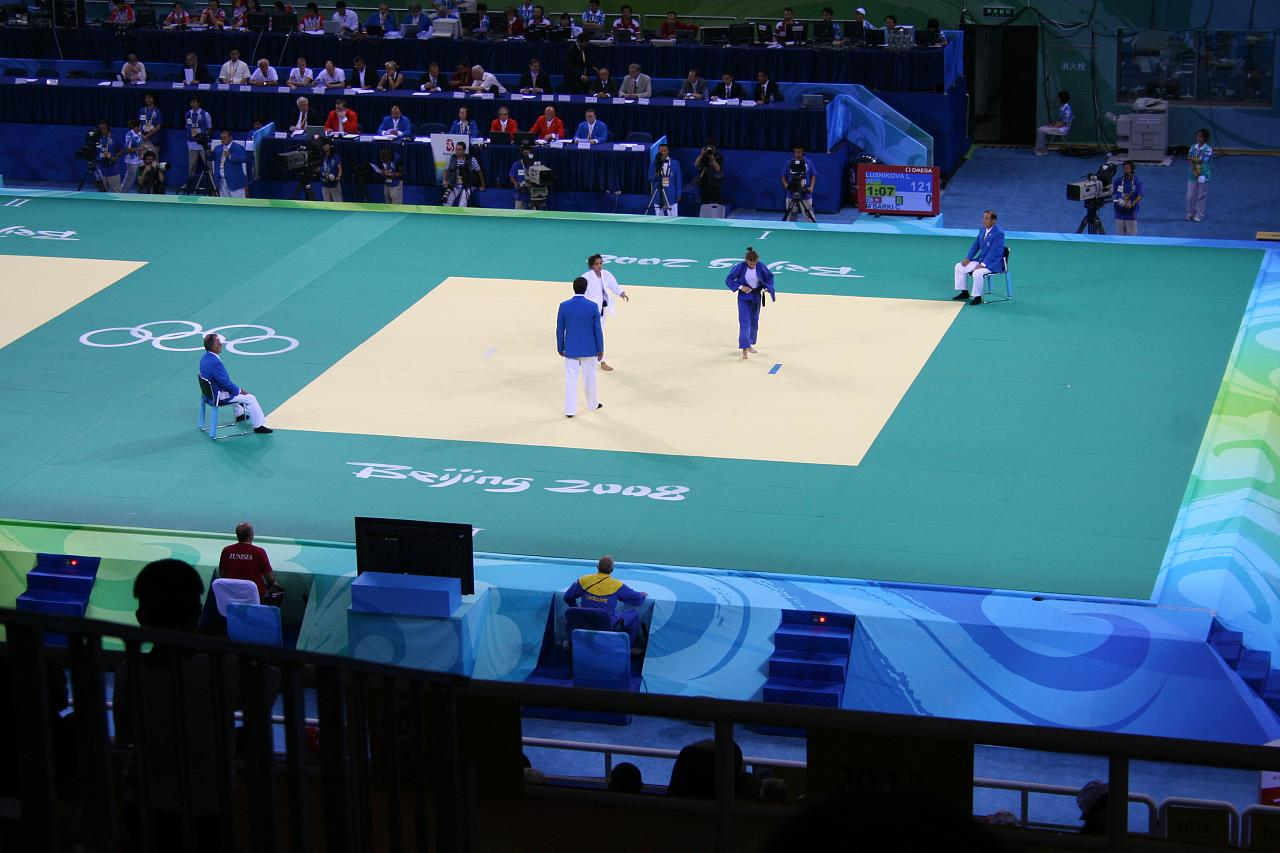
Competició femenina l'any 2008.

en cursiva: CONs desapareguts.
Actualització: Jocs Olímpics Tòquio 2020.
| Posició | País                      | Or  | Plata | Bronze | Total |
| 1       | Japó                      | 48  | 21    | 27     | 96    |
| 2       | França                    | 16  | 13    | 28     | 57    |
| 3       | Corea del Sud             | 11  | 17    | 18     | 46    |
| 4       | R.P. de la Xina           | 8   | 3     | 11     | 22    |
| 5       | Cuba                      | 6   | 15    | 16     | 37    |
| 6       | Unió Soviètica            | 5   | 5     | 13     | 23    |
| 7       | Rússia                    | 5   | 4     | 7      | 16    |
| 8       | Geòrgia                   | 4   | 5     | 3      | 12    |
| 9       | Itàlia                    | 4   | 4     | 9      | 17    |
| 10      | Brasil                    | 4   | 3     | 17     | 24    |
| 11      | Països Baixos             | 4   | 2     | 18     | 24    |
| 12      | Alemanya                  | 3   | 3     | 15     | 21    |
| 13      | Polònia                   | 3   | 3     | 2      | 8     |
| 14      | Espanya                   | 3   | 1     | 2      | 6     |
| 15      | Kosovo                    | 3   | 0     | 0      | 3     |
| 16      | Estats Units              | 2   | 4     | 8      | 14    |
| 17      | Àustria                   | 2   | 3     | 2      | 7     |
| 18      | Corea del Nord            | 2   | 2     | 4      | 8     |
| 19      | Bèlgica                   | 2   | 1     | 10     | 13    |
| 20      | Eslovènia                 | 2   | 1     | 3      | 6     |
| 21      | Equip Unificat            | 2   | 0     | 2      | 4     |
| 22      | Txèquia                   | 2   | 0     | 0      | 2     |
| 23      | Mongòlia                  | 1   | 4     | 6      | 11    |
| 24      | RFA                       | 1   | 4     | 3      | 8     |
| 25      | Hongria                   | 1   | 3     | 6      | 10    |
| 26      | RDA                       | 1   | 2     | 6      | 9     |
| 27      | Romania                   | 1   | 2     | 3      | 6     |
| 28      | Azerbaidjan               | 1   | 2     | 2      | 5     |
| 29      | Suïssa                    | 1   | 1     | 2      | 4     |
| 30      | Argentina                 | 1   | 0     | 1      | 2     |
| 30      | Belarús                   | 1   | 0     | 1      | 2     |
| 30      | Grècia                    | 1   | 0     | 1      | 2     |
| 30      | Turquia                   | 1   | 0     | 1      | 2     |
| 34      | Regne Unit                | 0   | 8     | 12     | 20    |
| 35      | Canadà                    | 0   | 2     | 5      | 7     |
| 35      | Uzbekistan                | 0   | 2     | 5      | 7     |
| 37      | Kazakhstan                | 0   | 2     | 2      | 4     |
| 38      | Israel                    | 0   | 1     | 5      | 6     |
| 39      | Ucraïna                   | 0   | 1     | 3      | 4     |
| 40      | Bulgària                  | 0   | 1     | 2      | 3     |
| 41      | Algèria                   | 0   | 1     | 1      | 2     |
| 41      | Colòmbia                  | 0   | 1     | 1      | 2     |
| 41      | Egipte                    | 0   | 1     | 1      | 2     |
| 41      | Equip Unificat d'Alemanya | 0   | 1     | 1      | 2     |
| 45      | Eslovàquia                | 0   | 1     | 0      | 1     |
| 45      | Xina Taipei               | 0   | 1     | 0      | 1     |
| 47      | Estònia                   | 0   | 0     | 3      | 3     |
| 47      | Portugal                  | 0   | 0     | 3      | 3     |
| 47      | ROC                       | 0   | 0     | 3      | 3     |
| 50      | Austràlia                 | 0   | 0     | 2      | 2     |
| 50      | Iugoslàvia                | 0   | 0     | 2      | 2     |
| 50      | Islàndia                  | 0   | 0     | 1      | 1     |
| 50      | Kirguizstan               | 0   | 0     | 1      | 1     |
| 50      | Letònia                   | 0   | 0     | 1      | 1     |
| 50      | Tadjikistan               | 0   | 0     | 1      | 1     |
| 50      | Txecoslovàquia            | 0   | 0     | 1      | 1     |
| 50      | Emirats Àrabs Units       | 0   | 0     | 1      | 1     |
| Total   | Total                     | 152 | 151   | 304    | 607   |

## Medallistes més guardonats

### Categoria masculina
| Nom                | CON                 | Anys      | Or | Plata | Bronze | Total |
| Teddy Riner        | França              | 2008-2020 | 3  | 0     | 1      | 4     |
| Tadahiro Nomura    | Japó                | 1996-2004 | 3  | 0     | 0      | 3     |
| Ryōko Tani         | Japó                | 1992-2008 | 2  | 2     | 1      | 5     |
| Angelo Parisi      | Regne Unit · França | 1972-1984 | 1  | 2     | 1      | 4     |
| David Douillet     | França              | 1992-2000 | 2  | 0     | 1      | 3     |
| Mark Huizinga      | Països Baixos       | 1996-2008 | 1  | 0     | 2      | 3     |
| Rishod Sobirov     | Uzbekistan          | 2008-2016 | 0  | 0     | 3      | 3     |
| Peter Seisenbacher | Àustria             | 1980-1988 | 2  | 0     | 0      | 2     |

### Categoria femenina
| Nom              | CON             | Anys      | Or | Plata | Bronze | Total |
| Ryoko Tamura     | Japó            | 1992-2008 | 2  | 2     | 1      | 5     |
| Driulis González | Cuba            | 1992-2008 | 1  | 1     | 2      | 4     |
| Kye Sun-Hui      | Corea del Nord  | 1996-2008 | 1  | 1     | 1      | 3     |
| Amarilys Savón   | Cuba            | 1992-2004 | 0  | 0     | 3      | 3     |
| Xian Dongmei     | R.P. de la Xina | 2004-2008 | 2  | 0     | 0      | 2     |
| Ayumi Tanimoto   | Japó            | 2004-2008 | 2  | 0     | 0      | 2     |
| Masae Ueno       | Japó            | 2004-2008 | 2  | 0     | 0      | 2     |